# Bright Lights, Big City (film)
Bright Lights, Big City is een Amerikaanse dramafilm uit 1988 van James Bridges met in de hoofdrollen onder meer Michael J. Fox, Kiefer Sutherland en Phoebe Cates. De film is gebaseerd op het gelijknamige boek van Jay McInerney uit 1984.

## Verhaal
Jamie Conway (Michael J. Fox) werkt in de stad New York als "fact-checker" voor een prestigieus tijdschrift, maar brengt zijn baan in gevaar door zijn cocaïnegebruik en constante gefeest met zijn beste vriend Tad (Kiefer Sutherland). Daarnaast is hij net verlaten door zijn vrouw Amanda (Phoebe Cates), een model wier ster rijzende is, en is hij ook nog niet over de dood van zijn moeder heen.

## Rolverdeling
| Acteur             | Personage     | Opmerkingen             |
| ------------------ | ------------- | ----------------------- |
| Michael J. Fox     | Jamie Conway  |                         |
| Kiefer Sutherland  | Tad Allagash  | Jamies beste vriend     |
| Phoebe Cates       | Amanda Conway | Jamies vrouw            |
| Dianne Wiest       |               | Jamies overleden moeder |
| Frances Sternhagen | Clara         | Jamies baas             |
| Tracy Pollan       | Vicky         | Tads zus                |

## Productie
Al in 1984, het jaar dat McInerneys boek uitkwam, was er sprake van een verfilming, maar het project liep grote vertraging op, onder meer vanwege het vertrek bij United Artists van beoogd producent Jerry Weintraub.
Aanvankelijk was Joyce Chopra de regisseur, maar zij werd na een paar weken ontslagen. Vervanger James Bridges verving een aantal acteurs en begon aan een nieuw script, samen met McInerney.